# New Dawn Foundation
New Dawn Foundation – zespół muzyczny, który w 2000 roku założył Miikka Kuisma (były gitarzysta grupy To/Die/For). Początkowo sam napisał kilka utworów, które spodobały się dwóm jego przyjaciołom i wtedy postanowili, że stworzą zespół. W ten sposób do New Dawn Foundation dołączyli Ossi Kilkki (bas) i Santtu Lonka (perkusja, obecnie To/Die/For), a nieco później Josey Strandman (gitara, również To/Die/For). W roli wokalisty, do 2005 roku występował Mikko Saarela. Przez pewien czas z zespołem grał również Juska Salminen (vel Zoltan Pluto) - po tym jak odszedł z grupy HIM.
New Dawn Foundation od razu dostała świetne recenzje w fińskich i niemieckich magazynach muzycznych. Po kilku koncertach w klubach i na fińskich festiwalach, ich debiutancki krążek szybko się sprzedał. Po dobrym starcie, niestety sprawy przybrały wolniejszy obrót, głównie przez niezbyt miłą atmosferę w zespole. W roku 2003 pojawiło się robione na szybko demo "Demonosonic Landscape". Nastąpiło również kilka zmian organizacyjnych - w tym w zmiany personalne - by zespół mógł pracować jak najlepiej. Obecnie w New Dawn Foundation zamiast Santtu, Mikko i Josey'go grają Miikka Tikka (perkusja), Mika Hempilä (gitara) oraz Toni Valha (wokal). W pierwszej połowie 2005 roku muzycy podpisali umowę z wytwórnią UHO Production. W 2006 roku wydali singel Wrapped In Plastic, promujący wydany kilka miesięcy później, pierwszy długogrający album Moment Of Clarity.

## Skład zespołu
- Toni Valha - wokal
- Miikka Kuisma - gitara
- Mika Hempilä - gitara
- Ossi Kilkki - bas
- Miikka Tikka - perkusja

## Dyskografia
- So Damn Lost Again.. (2001)
- Failure Session (2002)
- Miserable Sessions (2002)
- Demonosonic Landscape (2005)
- Wrapped in Plastic (2006)
- Moment of Clarity (2006)